# 擬束形真葉珊瑚
擬束形真葉珊瑚（学名：Euphyllia paraglabrescens）为葵珊瑚科真葉珊瑚屬下的一个种。